# Верхняя Слободка
Верхняя Слободка (укр. Верхня Слобідка) — село на Украине, находится в Студенянской сельской общине Винницкой области.
Код КОАТУУ — 0523281103. Население по переписи 2001 года составляет 122 человека. Почтовый индекс — 24711. Телефонный код — 4349.
Занимает площадь 0,593 км².